# Paul Zenetti
Paul Zenetti (* 22. April 1866 in Lauingen; † 31. Januar 1943 in Dillingen an der Donau) war ein deutscher Geologe und Historiker der Ur- und Frühgeschichte sowie Hochschullehrer an der Philosophisch-Theologischen Hochschule Dillingen.

## Leben
Der Apothekersohn studierte in München und an der Universität Straßburg u. a. Pharmazie, Biologie und Chemie bis zur Promotion 1894 und wurde nach einer Assistenz in Straßburg 1897 außerordentlicher Professor am Lyzeum Dillingen. 1909 wurde er ordentlicher Professor bis 1931 und bekleidete dreimal das Rektorat an der Philosophisch-Theologischen Hochschule. Sein Interesse weitete sich auf die Geologie und Ur- und Frühgeschichte seiner Heimat Bayerisch-Schwaben. Er engagierte sich vor allem im Historischen Verein Dillingen und beteiligte sich an regionalen Ausgrabungen. Im November 1933 unterzeichnete er mit allen übrigen Dillinger Dozenten das Bekenntnis der deutschen Professoren zu Adolf Hitler. Sein Bruder Emil Zenetti war General der Flakartillerie und für den Luftgau München zuständig.
Die Stadt Dillingen an der Donau ehrt ihn mit der Paul-Zenetti-Straße.

## Schriften
- Das Leitungssystem im Stamm von Osmunda regalis L. und dessen Übergang in den Blattstiel, Straßburg 1895 (= Diss.)
- Die Hauptmomente in der Entwicklung der Naturkunde, Vortrag, gehalten am 20. November 1897 zum Beginn seiner Vorlesungen über Chemie und beschreibende Naturwissenschaften. Dillingen 1897
- Ein Geologe fährt nach Spitzbergen, 1912
- Die Entstehung der schwäbisch-bayerischen Hochebene, Rektoratsrede 1914
- Die obere Donau, eine erdgeschichtliche Studie, Rede aus Anlass der Wiederübertragung des Rektorats des bayerischen Lyzeums Dillingen (Hochschule für das philosophische u. das kath. theologische Studium), gehalten am 3. Februar 1919, München 1919
- Aus meinem Kriegstagebuch, 4. Bde., Dillingen 1925–31
- Die Ausgrabungen des spätrömischen Kastells auf dem Bürgle bei Gundremmingen: 1. Das spätrömische Grenzsystem in Rätien, 1926/27
- Geistiges in der Natur, Innsbruck 1929
- Der geologische Aufbau und Werdegang von Bayerisch Schwaben, 1929
- 11 Jahre Versailler Vertrag, Rede, gehalten am 1. Juli 1930, anlässlich der Befreiungsfeier, Dillingen 1930
- Vor- und Frühgeschichte des Kreises Dillingen an der Donau, herausgegeben vom Nationalsozialistischen Lehrerbund (NSLB) Kreis Dillingen, Dillingen 1939
- Ausgrabungen und Fundberichte der Jahre 1935 - 1941, Dillingen 1952